# Sędziszowice
Sędziszowice – wieś w Polsce położona w województwie świętokrzyskim, w powiecie kazimierskim, w gminie Bejsce.
W latach 1975–1998 wieś administracyjnie należała do województwa kieleckiego.

## Części wsi
| SIMC    | Nazwa    | Rodzaj                 |
| ------- | -------- | ---------------------- |
| 0227360 | Kasin    | część wsi Sędziszowice |
| 0227376 | Podgaje  | część wsi Sędziszowice |
| 0227382 | Skała    | część wsi Sędziszowice |
| 0227399 | Zarzecze | część wsi Sędziszowice |